# Rivas (Costa Rica)
Rivas es el cuarto distrito del cantón de Pérez Zeledón, en la provincia de San José, de Costa Rica.
Posee el punto de acceso principal al Parque nacional Chirripó, por medio del poblado de San Gerardo. 

## Historia
Para hablar de la historia de este distrito, sus pobladores consideran que no se puede dejar de hablar del señor Huldérico Valverde y de su esposa Alicia Gamboa Mora, quienes contrajeron matrimonio en 1947.
Entre los pioneros se destaca también a Francisco Solís, quien llegó a Pueblo Nuevo en 1943, oriundo de San Pablo del cantón de León Cortés Castro. Solís contribuyó con la construcción de la escuela, el templo y el camino; además, trabajó unos 20 años en el Patronato Escolar. En aquella época la gente era muy colaboradora cuando se realizaban actividades, especialmente en los turnos para recaudar dinero y mejorar la infraestructura comunal.
Las familias de aquella época no pasaban de una docena, y sólo se observaban unos cuantos ranchos.
Don Octavio Castillo Méndez fue otro de los pioneros del distrito; su familia provenía de San Jerónimo de Tarrazú. A la edad de 21 años, comenzó a colaborar activamente con el desarrollo comunal.
Según relatan algunos vecinos, en ese entonces abundaba la comida, pero el dinero era escaso. Un jornalero ganaba CRC ₡1,25 por medio día de trabajo, y a pesar de lo bajo del salario, la tamuga de dulce costaba CRC ₡0,40.
Entre los primeros pobladores del distrito se encuentran: Claudio Elizondo, Simeón Valverde, Humberto Gamboa, Juan Rodríguez, Joaquín Garro, Ramón Valverde, Jacinto Duarte, Ramón Rodríguez, José Quesada, Rudesindo Quirós, Azarías Solís, Bienvenido Barrantes y Tino Barrantes.
Otro de los valientes hombres que llegó a Rivas fue don Luis Valverde, quien se estableció específicamente en Buena Vista en el año 1947, donde vivió su juventud. Valverde afirmó que un vehículo llegó primero a Rivas que a San Isidro, gracias a una trocha que los comunicaba con División y permitía que los carros descendieran con mayor facilidad.

## Ubicación
Rivas está ubicado a unos 10 km al Noreste de San Isidro de El General, carretera al parque nacional Chirripó.

## Geografía
Rivas cuenta con un área de 310 km² y una altitud media de 870 m s. n. m.

## Demografía
Para el año 2022, Rivas cuenta con una población estimada de 8032 habitantes, y para el último censo efectuado, en 2011, Rivas contaba con una población de 6591 habitantes.
Rivas es el distrito más extenso del cantón.

## Localidades
A inicios del siglo xx el distrito estaba conformado por cuatro comunidades: Rivas, Buena Vista, Pueblo Nuevo y Canaán, a partir de las cuales se fueron creando el resto de poblados. Actualmente el distrito posee los siguientes barrios y poblados organizados en los siguientes sectores:
- Sector Chirripó (Llamado así por el río que lo recorre, el río Chirripó Pacífico): San Gerardo, Canaán, Chimirol, Herradura, Los Ángeles, Guadalupe, San Francisco, Talari, San José, Monterrey, Calle Los Mora, Zapotal, Chispa, Chuma, Río Blanco.
- Sector Buena Vista (Llamado así por el río que lo recorre, el río Buena Vista): Buena Vista, La Piedra, Palmital, San Juan Norte, Alaska, Piedra Alta, Alto Jaular, San Cayetano, Las Playas.
- Sector Central (Es el sector cercano al centro de Rivas y el más cercano a la ciudad de San Isidro de El General): Rivas, Pueblo Nuevo, Miravalles (parte este), La Bonita (parte este), Linda Vista, Tirrá, La Bambú, San Antonio, Lourdes, Santa Marta.
- Sector Cerro de la Muerte (Nombrado así porque se ubica en las cercanías de dicho macizo, el límite entre los distritos de Rivas y Páramo es la carretera Interamericana, por lo que la parte este de estos pueblos pertenece a Rivas, aunque culturalmente están más ligados a Páramo): División, El Jardín, Villa Mills, Macho Mora, El Nivel-Siberia.

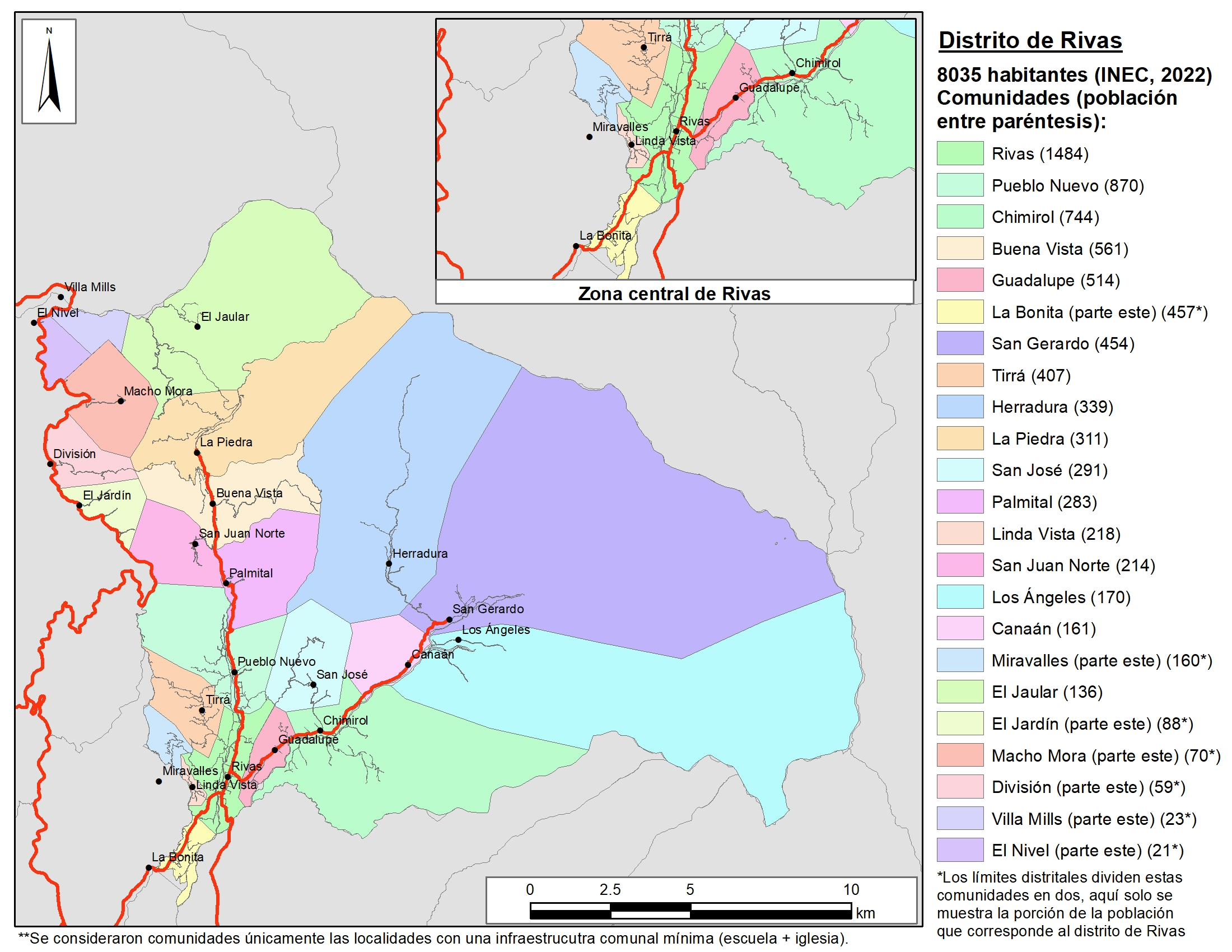
Mapa del distrito de Rivas

## Economía
Rivas es un poblado dedicado mayoritariamente a la actividad agropecuaria, tanto en café como en ganadería de leche, además del importante desarrollo que ha tenido el turismo actualmente con sus hoteles de montaña, cabañas, reservas biológicas, parque nacional Chirripó, restaurantes rústicos, pesca de trucha, senderos, cataratas, entre otras opciones.

## Transporte

### Carreteras
Al distrito lo atraviesan las siguientes rutas nacionales de carretera:
- Ruta nacional 2
- Ruta nacional 242
- Ruta nacional 322
- Ruta nacional 323